# Yvonne Willicks

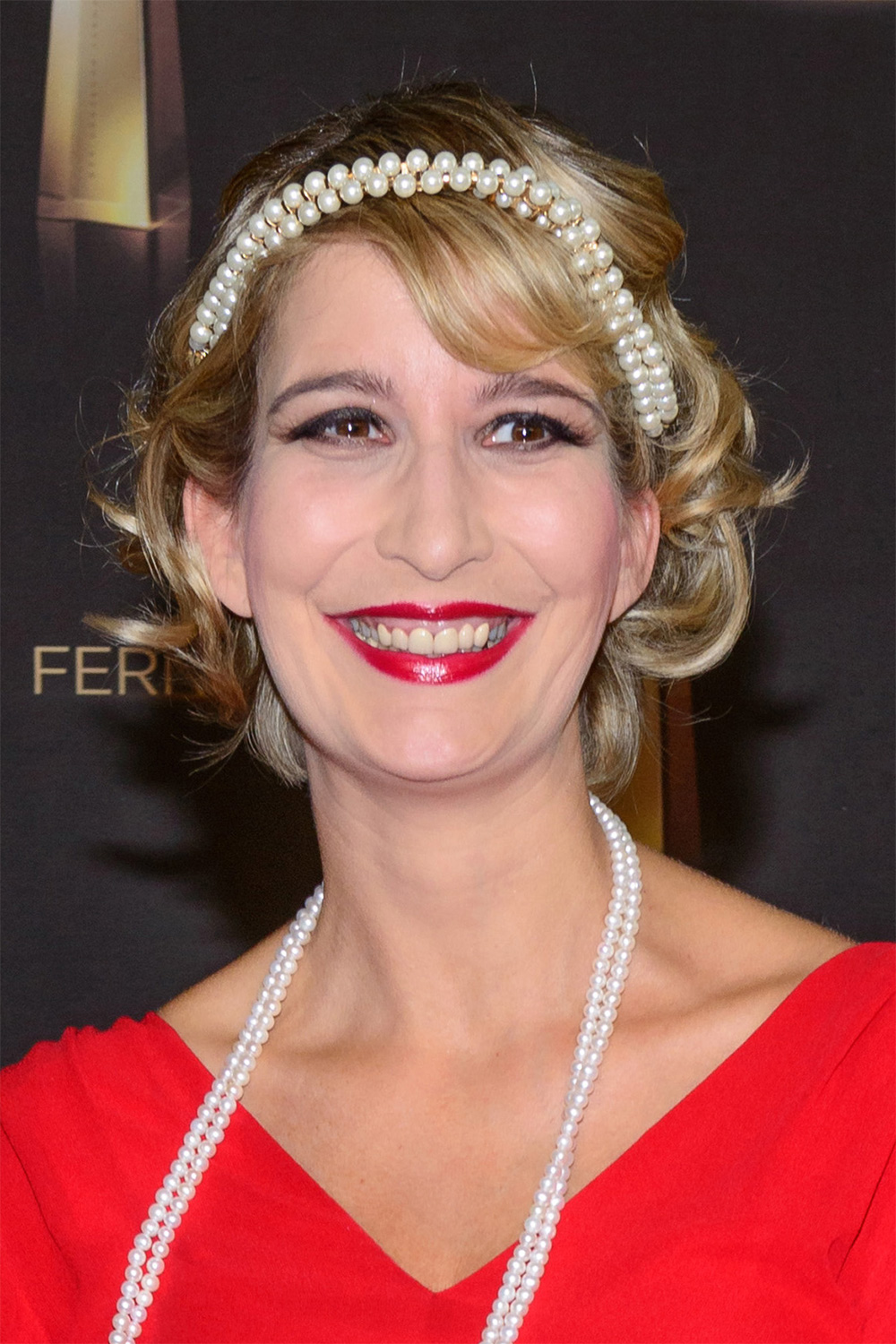
Yvonne Willicks, 2014

Yvonne Willicks (* 8. Dezember 1970 als Yvonne Korosec in Kamp-Lintfort) ist eine deutsche Fernsehmoderatorin und Buchautorin.

## Werdegang
Nach dem Abitur 1990 am Städtischen Gymnasium Kamp-Lintfort studierte sie bis 1994 an der Katholischen Fachhochschule Nordrhein-Westfalen in Aachen Sozialpädagogik und verließ diese ohne Abschluss. Später legte Willicks die Meisterprüfung zur staatlich geprüften Hauswirtschaftsmeisterin ab und wurde danach Dozentin für Erwachsenenbildung und Ausbilderin im Bereich der Hauswirtschaft.
Seit 2005 arbeitet Willicks im Fernsehen als Moderatorin und Expertin in den Sendungen Die Superhausfrau (2005) bei RTL II sowie AllesTester im Einsatz (2007) und Yvonne Willicks räumt auf (2009) bei Sat.1. Seit 2010 ist sie Moderatorin des Verbrauchermagazins Servicezeit im WDR, bis 2022 mit Dieter Könnes, danach im Wechsel mit Svenja Kellershohn und Daniel Aßmann. Außerdem ist sie seit 2010 Moderatorin der Sendung Der Haushaltscheck mit Yvonne Willicks (früher: Yvonne Willicks – Der Große Haushaltscheck).
Sie war als Vorstandsmitglied im Bildungswerk des Berufsverbands der Haushaltsführenden (DHB – Netzwerk Haushalt, Berufsverband der Haushaltsführenden e. V., ehemals Deutscher Hausfrauen-Bund) Hamburg und im Vorstand der Verbraucherzentrale Hamburg tätig. Außerdem wurde sie im Rahmen des Kolpingtages 2015 Mitglied des Kolpingwerk-Diözesanverbandes Köln. Seit April 2021 ist sie Mitglied im Zentralkomitee der deutschen Katholiken (ZdK). Von 2016 bis 2018 war sie Vertreterin der Medien in der Jury Umweltzeichen (Blauer Engel).
Sie ist seit 1992 verheiratet und hat zwei Töchter und einen Sohn. Sie lebt mit ihrer Familie nach vielen Jahren in Hamburg-Harburg wieder in Nordrhein-Westfalen.

## Bücher
- Meine 111 besten Haushaltstipps. Edition Essentials, Heidelberg 2016, ISBN 978-3-9816935-5-3.
- Yvonne Willicks und Stefanie von Drahten, Achtung Mogelpackung! Wissen für Verbraucher. Edition Essentials, Heidelberg 2017, ISBN 978-3-9816935-7-7.
- Glaube ganz einfach. Eine persönliche Spurensuche. Wie Gott uns überall begegnet. Adeo Verlag, Aßlar 2018, ISBN 978-3-86334-212-8.